# Fabio Colombo
Fabio Colombo (Cassano Magnago, 2 ottobre 1960) è un ex cestista e allenatore di pallacanestro italiano.

## Carriera
In Serie A ha vestito la maglia di Varese, il Mestre, la Forlì e Libertas Livorno.
Con Varese ha vinto il campionato 1976-77, il campionato 1977-78 e la Coppa delle Coppe 1979-80 (nella finale giocata a Milano contro Cantù, vinta ai supplementari).
Con il Basket Mestre nella stagione 1980-81 conquista la serie A1, e nella stagione successiva la salvezza.
Torna poi una stagione a Varese (1982-83), tre stagioni a Forlì e poi a Livorno.
Nel 1988-89 è di nuovo a Mestre in serie A2 nell'ultima sfortunata e travagliata stagione di A della compagine mestrina. L'anno successivo Fabio è ancora a Mestre in una squadra immaginata per la risalita in A2, ma che invece a fine campionato retrocederà in B2 e poi si scioglierà.
Nella stagione 1992-93 è in A nella neopromossa Pallacanestro Marsala, e nel '92 nel palazzetto di Marsala fu realizzato il punteggio record (A2) di 268 punti totali in una partita (27 settembre 1992 Serie A2 Basket Medinform Marsala - TeoremaTour Arese Milano 133 - 135).

## Palmarès
- Campionato italiano: 2

Pall. Varese: 1976-77, 1977-78
- Coppa delle Coppe: 1

Pall. Varese: 1979-80